# Футбольный матч для философов
«Футбольный матч для философов» (англ. The Philosophers' Football Match) — скетч британской комик-труппы Монти Пайтон. Первоначально он вошёл во второй эпизод немецкой версии «Летающего цирка Монти Пайтона», (нем. Monty Pythons Fliegender Zirkus) в 1972 году, а в 1982 попал в концертное видео «Monty Python Live at the Hollywood Bowl». Скетч посвящён футбольному матчу на олимпийском стадионе Мюнхена между немецкими и греческими философами-классиками во время летних олимпийских игр 1972 года. На протяжении всего матча вместо игры философы ходят по полю кругами и размышляют; Франц Беккенбауэр, единственный подлинный футболист матча (и «неожиданное включение» немецкой команды, согласно комментарию), смущён.

## Ход матча

### Состав команды Германии
Готфрид Лейбниц • Иммануил Кант • Георг «Нобби» Гегель (капитан) • Артур Шопенгауэр • Фридрих Шеллинг • Франц Беккенбауэр • Карл Ясперс • Фридрих Шлегель • Людвиг Витгенштейн • Фридрих Ницше • Мартин Хайдеггер • Карл Маркс
Главный тренер: Мартин Лютер

### Состав команды Греции
Платон • Эпиктет • Аристотель • «Чоппер» Софокл • Эмпедокл Акрагантский • Плотин • Эпикур • Гераклит • Демокрит • Сократ (капитан) • Архимед

### Матч
| | \| Германия \| 0:1 (0:0) \| Греция \| \| \| Голы \| Сократ 89' \| | Стадион: Олимпийский стадион, Мюнхен Судья: Конфуций |
| · ГЕР: 1 Лейбниц, 2 Кант, 3 Гегель (к), 4 Шопенгауэр, 5 Шеллинг, 6 Беккенбауэр, 7 Ясперс, 8 Шлегель, 9 Витгенштейн (Маркс, 88'), 10 Ницше, 11 Хайдеггер. Гл. тренер: Мартин Лютер · ГРЕ: 1 Платон, 2 Эпиктет, 3 Аристотель, 4 Софокл, 5 Эмпедокл, 6 Плотин, 7 Эпикур, 8 Гераклит, 9 Демокрит, 10 Сократ (к), 11 Архимед. · Ницше, 88' (ГЕР) |                                                                   |                                                      |
| Германия | 0:1 (0:0)                                                         | Греция                                               |
| | Голы                                                              | Сократ 89'                                           |

Боковые судьи — Фома Аквинский, Августин Блаженный.
Ницше получает жёлтую карточку за то, что говорит Конфуцию, что у него нет свободы воли. Единственный гол матча забивает Сократ на 89 минуте, получая пас от Архимеда, который перед этим впервые догадывается воспользоваться мячом с криком «Эврика!». Немецкий состав оспаривает гол: Гегель утверждает, что «реальность — только априори отражение ненатуральной этики», Кант выступает с категорическим императивом о том, что онтологически весь матч существует лишь в воображении, и Маркс (с присущим ему материализмом) говорит, что был офсайд (что соответствует истине).

## Актёры
- Джон Клиз — Архимед
- Эрик Айдл — Сократ
- Грэхэм Чэпмен — Гегель
- Майкл Палин — Ницше
- Терри Джонс — Маркс
- Терри Гиллиам — Кант